# 孤雛淚 (音樂劇)
《孤雛淚》（英语：Oliver!，又译《霧都孤兒》或《苦海孤雏》），是一部舞台音乐剧，改编自英国作家查尔斯·狄更斯于1838年创作的同名小说。

## 主要版本
《雾都孤儿》于1960年在伦敦西南部的温布尔登剧院首演，随后在伦敦西区剧院首演，并创下了长期上演纪录。此后该音乐剧的主要版本包括1963百老汇剧院首演版、1965百老汇重演版、1984年百老汇重演版，和2009年伦敦西区版。